# Xã Mackinaw, Michigan
Xã Mackinaw (tiếng Anh: Mackinaw Township) là một xã thuộc quận Cheboygan, tiểu bang Michigan, Hoa Kỳ. Năm 2010, dân số của xã này là 539 người.